# Tunnel (Simba La Rue)
| Recensione | Giudizio |
| ---------- | -------- |
| Newsic     | 6/10     |
| Rockol     | 6.5/10   |

Tunnel è il primo album in studio del rapper italiano Simba La Rue, pubblicato il 5 gennaio 2024 dalla No Parla Tanto e Warner Italy.
Il 18 ottobre dello stesso anno è stata resa disponibile l'edizione deluxe Esci dal tunnel, contenente dieci tracce aggiuntive. Inizialmente le versioni digitali di Tunnel includevano anche le tracce Copacabana e Triste, presumibilmente da includere nella versione deluxe dell’album ma poi scartate.

## Tracce
Testi di Mohamed Lamine Saida, eccetto dove indicato.
1. Tunnel – 2:24 (musica: Federico Trinx)
2. Shopping (feat. Guè) – 2:36 (testo: Mohamed Lamine Saida, Cosimo Fini – musica: FT Kings)
3. Soldi a casa (feat. Ghali) – 2:12 (testo: Mohamed Lamine Saida, Ghali Amdouni – musica: FT Kings, Lorenzo Bassotti, Francesco Turolla)
4. Submariner – 2:18 (musica: Luca Antonio Barker)
5. Batiment (feat. Sfera Ebbasta) – 3:24 (testo: Mohamed Lamine Saida, Gionata Boschetti – musica: Federico Trinx, NafazBeats)
6. Free Esco Free Baby – 2:08 (musica: Achour Kaouane, Keram BeatZ)
7. Beccaria San Vittore (feat. Baby Gang) – 2:23 (testo: Mohamed Lamine Saida, Zaccaria Mouhib – musica: Federico Trinx, Ke Fang)
8. No Mix No Master – 2:08 (musica: Higashi)
9. Agitato – 1:54 (musica: Federico Trinx, Ke Fang)
10. Ninja Plaquette (feat. Boy Mass) – 1:53 (testo: Mohamed Lamine Saida, Boy Mass – musica: Bobo)
11. Freestyle – 1:43 (musica: Luca Antonio Barker)
12. Levante (feat. Paky) – 2:19 (testo: Mohamed Lamine Saida, Vincenzo Mattera – musica: Daniele Veglia, Nicolò Giuseppe De Mitri, Virga Paul-Emanuel)
13. Kalashnikova – 2:43 (musica: Federico Trinx, Bobo)
14. Latitante – 2:23 (musica: Elkaa Beatz)
15. Hood (feat. Tedua) – 2:13 (testo: Mohamed Lamine Saida, Mario Molinari – musica: Federico Trinx, Andre a la Prod)
16. Amore di mamma – 2:34 (musica: Federico Trinx, Luchinha, Money Talks)

Tracce bonus nell'edizione deluxe Esci dal tunnel
1. Mi piacciono le armi – 2:09 (musica: Federico Trinx, Luca Antonio Barker)
2. Accavallato (feat. Guè) – 2:10 (testo: Mohamed Lamine Saida, Cosimo Fini – musica: Amritvir Singh)
3. Wag1 (feat. Tedua, Sfera Ebbasta) – 3:05 (testo: Mohamed Lamine Saida, Mario Molinari, Gionata Boschetti – musica: Federico Trinx)
4. Cos'hai detto? (feat. Ghali) – 3:18 (testo: Mohamed Lamine Saida, Ghali Amdouni – musica: Federico Trinx, Lorenzo Bassotti)
5. Perdono (feat. Paky) – 2:59 (testo: Mohamed Lamine Saida, Vincenzo Mattera – musica: Federico Trinx, MONEY TALKS)
6. Ghetto (feat. Baby Gang) – 2:31 (testo: Mohamed Lamine Saida, Zaccaria Mouhib – musica: Higashi)
7. Balotelli – 2:37 (musica: Bobo, Thomas Crimeni)
8. Pensieri (feat. Escomar) – 3:30 (testo: Mohamed Lamine Saida, Omar Bayouda – musica: Federico Trinx, Alessandro Amatucci)
9. VRP – 2:28 (musica: Federico Trinx, Alessandro Amatucci)
10. 40 gradi (musica: Federico Trinx)

## Formazione
- Simba La Rue - voce
- AchProdd - produzione (traccia 6)
- ANDRÉ A LA PROD - produzione (traccia 15)
- Baby Gang - voce aggiuntiva (tracce 7; 6 Esci dal Tunnel)
- Bobo - produzione (tracce 10, 13; 7 Esci dal Tunnel)
- Boy Mass - voce aggiuntiva (traccia 10)
- Elkaa Beatz - produzione (traccia 14)
- Escomar - voce aggiuntiva (traccia 8 Esci dal Tunnel)
- eyoriki - produzione (traccia 6 Esci dal Tunnel)
- Finesse - produzione (traccia 2 Esci dal Tunnel)
- Frankindeed - missaggio (traccia 5)
- FT Kings - produzione (tracce 1-3, 5, 7, 9, 13, 15, 16; 1, 3-5, 8-10 Esci dal Tunnel), missaggio e mastering (Esci dal Tunnel)
- Ghali - voce aggiuntiva (tracce 3; 4 Esci dal Tunnel)
- ghendead - missaggio e mastering (traccia 3)
- Guè - voce aggiuntiva (tracce 2; 2 Esci dal Tunnel)
- gyard - produzione (traccia 12)
- Higashi - produzione (tracce 8; 6 Esci dal Tunnel)
- Hoodini - produzione (tracce 8, 9 Esci dal Tunnel)
- KC Sound - missaggio e mastering (tracce 1-7, 10-16)
- Keram BeatZ - produzione (traccia 6)
- KIID - produzione (traccia 3; 4 Esci dal Tunnel)
- KingDeno - loop (traccia 4 Esci dal Tunnel)
- Loop Legend - produzione (traccia 7 Esci dal Tunnel), loop (traccia 7 Esci dal Tunnel)
- Luchinha - produzione (traccia 16)
- Lulescu - produzione (traccia 4 Esci dal Tunnel)
- MONEY TALKS - produzione (tracce 16; 5, 8 Esci dal Tunnel)
- Nicodeemi - produzione (traccia 12)
- Paky - voce aggiuntiva (tracce 12; 5 Esci dal Tunnel)
- Paul Monstereal - produzione (traccia 12)
- Prod Tyrak - produzione (traccia 10 Esci dal Tunnel)
- SadTurs - produzione (traccia 3)
- Sfera Ebbasta - voce aggiuntiva (tracce 5; 3 Esci dal Tunnel)
- Shvde - produzione (traccia 10 Esci dal Tunnel)
- Sick Luke - produzione (tracce 4, 11; 1 Esci dal Tunnel)
- T9C - produzione (traccia 7 Esci dal Tunnel)
- Tedua - voce aggiuntiva (tracce 15; 3 Esci dal Tunnel)

## Classifiche

### Classifiche settimanali
| Classifica (2024) | Posizione massima |
| ----------------- | ----------------- |
| Italia            | 1                 |

### Classifiche di fine anno
| Classifica (2024) | Posizione |
| ----------------- | --------- |
| Italia            | 13        |